# Piawa
Piawa (wł. Piave, łac. Plavis) – rzeka w północno-wschodnich Włoszech. Jej długość to 220 km.
Źródło w Alpach przy granicy z Austrią, płynie w kierunku południowo-wschodnim i kończy swój bieg w Zatoce Weneckiej Morza Adriatyckiego.
Główna linia oporu włoskiego podczas I wojny światowej po nieprzynoszących rozstrzygnięcia dwunastu bitwach nad Isonzo.
15 czerwca 1918 r. Austriacy rozpoczęli bitwę nad Piawą, poprzedzoną przygotowaniem artyleryjskim. W trakcie walk użyto m.in. gazów bojowych. Sztab austriacki zakładał, że po złamaniu włoskiego oporu uda się wojskom austro-węgierskim wedrzeć w głąb Włoch. 19 czerwca Włosi przeszli do kontruderzenia i wyparli przeciwnika z zajętych po pierwszych sukcesach terenów. Bitwa, zakończona 25 czerwca, jest symbolem agonii monarchii Austro-Węgierskiej – wykazała jej słabość militarną i wewnętrzną.

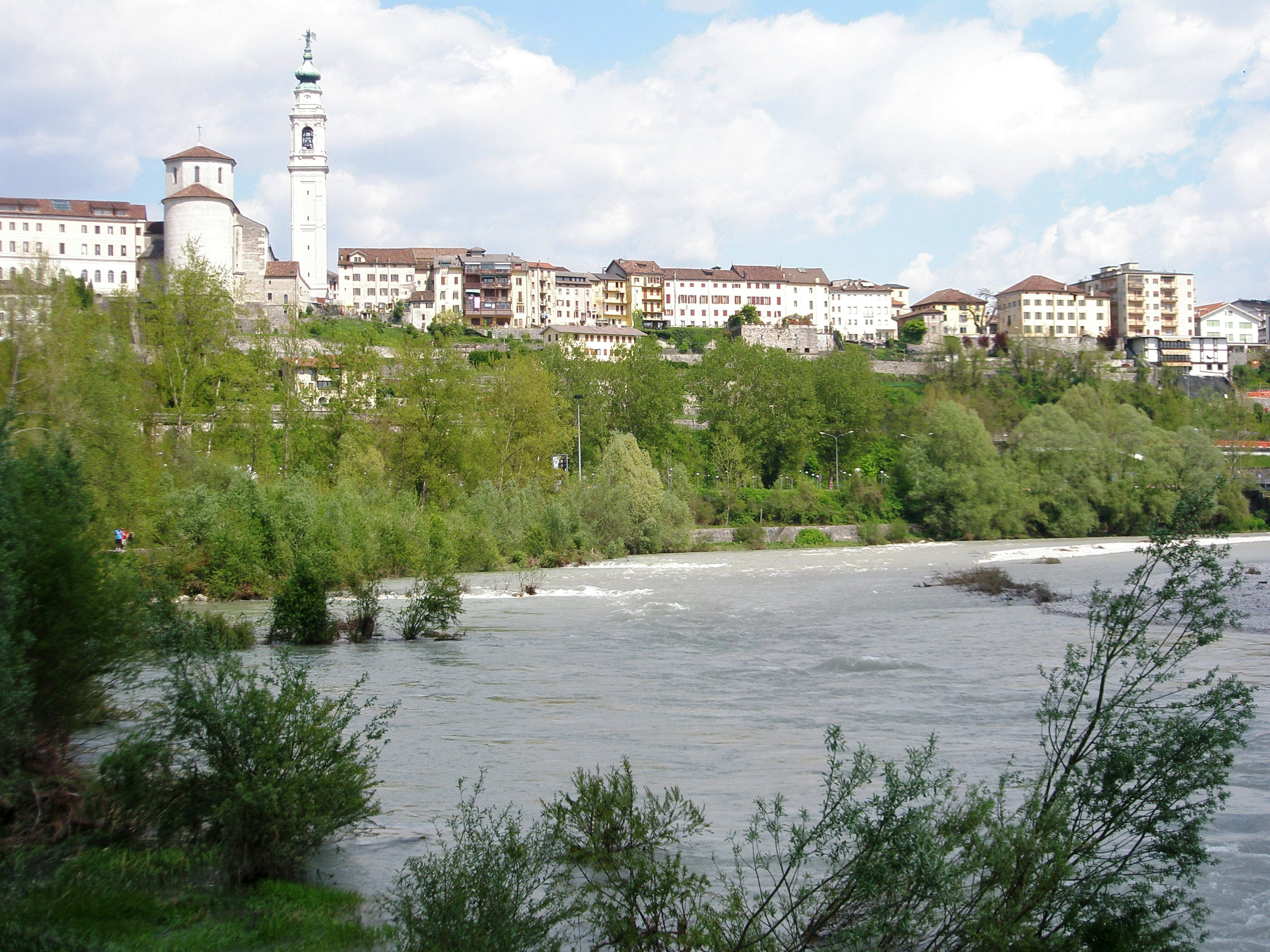
Piawa w Belluno